# 君は僕をスキになる
『君は僕をスキになる』（きみはぼくをスキになる）は、1989年11月3日公開で東宝とプルミエ・インターナショナルが製作した日本の映画である。

## 概要
「イブの前になると必ず振られる」というジンクスを持つ知佳と、プリンを作って読書をするのが好きな苫子。
性格が全く違う二人が、ひょんなことから知り合い親友になった。しかし、二人が「今年のクリスマスイブを共に過ごしたい」と願う相手は、同じ男性だった。二人は友情をとるか、恋愛をとるかという選択肢に迫られる。
山下達郎の「クリスマスイブ」にのせて繰り広げられる恋愛ラブコメディである。

## スタッフ
- 製作：市村朝一
- 協力製作：橋本幸治
- 脚本：野島伸司
- 監督：渡邊孝好
- 企画：秋元康
- 撮影：藤澤順一
- 編集：冨田功
- 音楽：かしぶち哲郎

## キャスト
- 浜田知佳：山田邦子
- 神林苫子：斉藤由貴
- 太宰享輔：加藤昌也（現・加藤雅也）
- 芥川純平：大江千里
- 太宰辰雄：宍戸錠
- 輝美：天久美智子
- 美樹：生田智子
- 麻衣子：相築彰子
- 水戸：咲輝
- 電車の中年男：桜金造
- カフェバーの客：近藤敦、高橋ひとみ ※クレジットなし

## 主題歌・挿入曲
- 山下達郎「クリスマス・イブ」（発売元：ムーンレコード）
- 山下達郎「おやすみロージー」

## 補足
- 大江千里は劇場映画初出演。
- 山田と大江はこの映画共演で意気投合し、フジテレビ「邦ちゃんのやまだかつてないテレビ」でも共演、さらに大江がやまだかつてないWinkにも楽曲を提供した。また、その他の山田主演の番組でも共演している。
- 当時BARBEE BOYSのボーカルだった近藤敦がチョイ役で出演していたが、出演者クレジットには出ていなかった。さらに、沢口靖子も社長役の宍戸が持っていた額縁写真に出ていた。